# NGC 1009
NGC 1009 (również PGC 9995 lub UGC 2129) – galaktyka spiralna (Sb), znajdująca się w gwiazdozbiorze Wieloryba. Odkrył ją Edward D. Swift 1 stycznia 1886 roku.